# Antonino Palminteri
Antonino Palminteri, né le 3 octobre 1846 à Menfi − mort le 31 juillet 1915 dans le hameau de Pracchia, est un compositeur  et chef d'orchestre italien.